# Convenção Batista Nacional, EUA
A Convenção Batista Nacional, EUA (em inglês:  National Baptist Convention, USA) é uma associação cristã evangélica de Igrejas batistas nos Estados Unidos. A sede está localizada em Nashville. É a maior igreja predominante e tradicionalmente afro-americana nos Estados Unidos e a segunda maior denominação batista do mundo.

## História

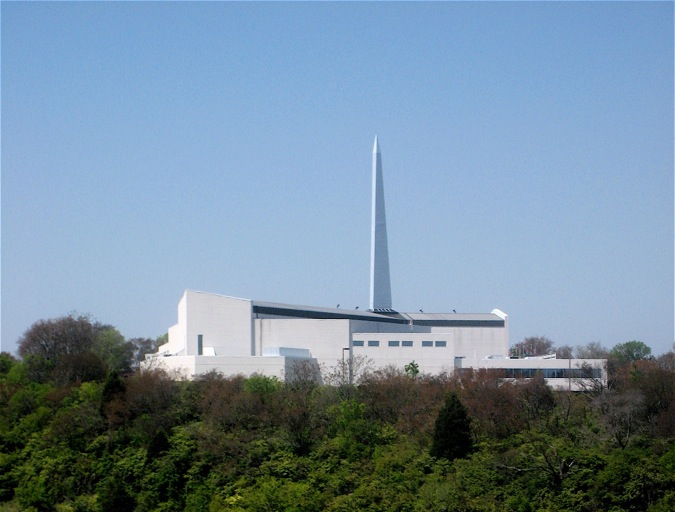
Sede da Convenção em Nashville.

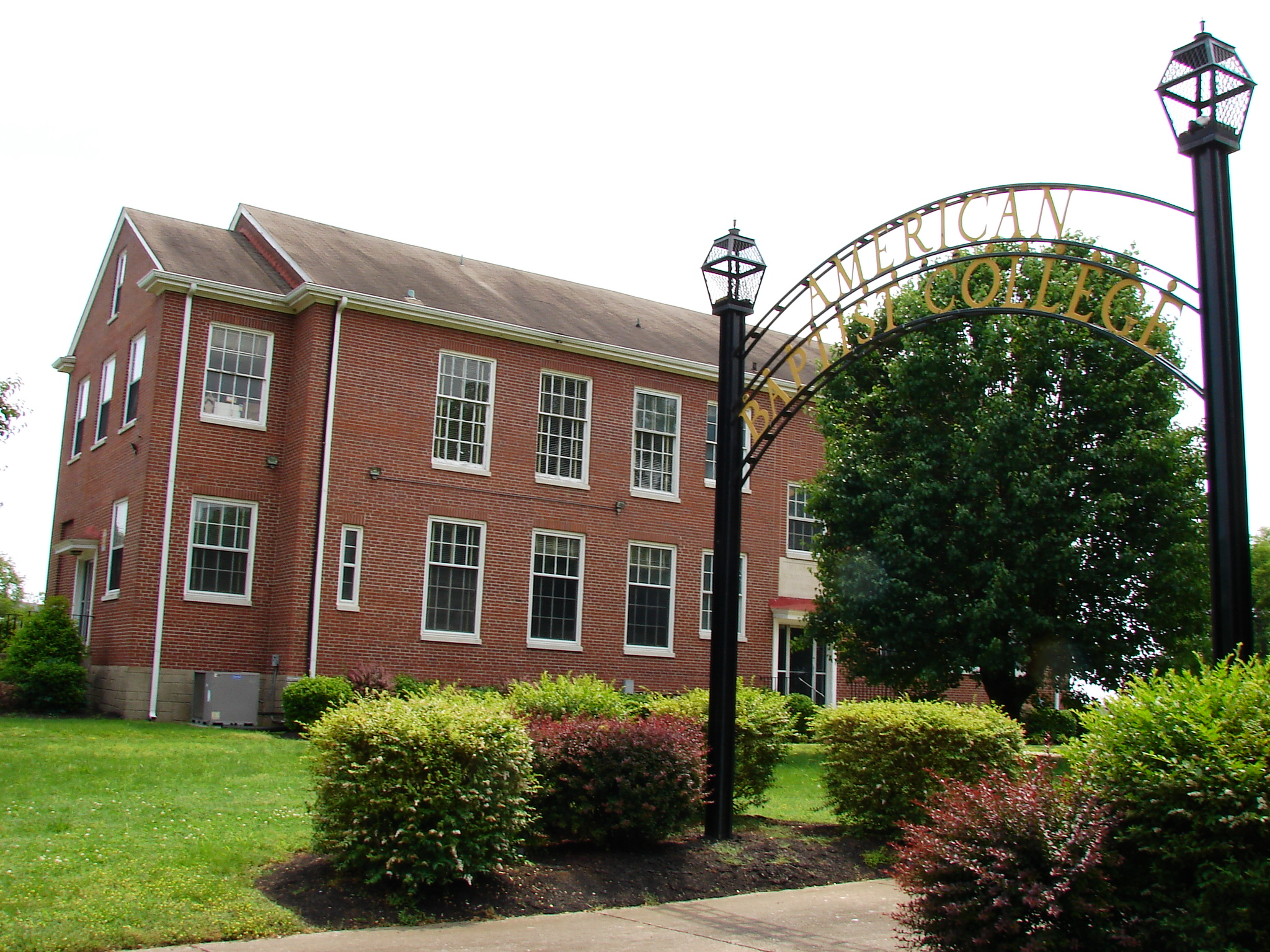
Colégio Batista Americano.

A Convenção tem suas origens na Baptist Foreign Mission Convention (Convenção da Missão Batista Estrangeira) formada em 1880, com 151 pessoas de 11 estados em Montgomery; na American National Baptist Convention (Convenção Batista Nacional da América) formada em 1886, com 600 delegados de 17 estados em St. Louis; e na National Baptist Educational Convention (Convenção Nacional de Educação Batista) formada em 1886. Essas convenções nasceram em consequência do racismo sofrido com autores negros dentro da Convenção Batista do Sul, para fornecer uma plataforma para os batistas negros durante a Reconstrução dos Estados Unidos.
A Convenção foi fundada oficialmente com a fusão dessas três organizações, em 1895, sob o nome de National Baptist Convention (NBC, Convenção Batista Nacional). A reunião de formação foi realizada na Friendship Baptist Church em Atlanta. O Reverendo E. C. Morris foi escolhido como presidente deste corpo fundido.  Em 1897, discordâncias quanto a missões geraram a primeira divisão, a Lott Carey Baptist Foreign Mission Convention (Convenção da Missão Estrangeira Lott Carey).
Em 1915, a NBC se dividiu em duas facções, a National Baptist Convention, USA, Inc. e a National Baptist Convention of America, por causa da disputa com uma editora. Em 1924, fundaram o American Baptist Theological Seminary, atual American Baptist College, em Nashville. Em 1926, a convenção inaugurou o Edifício Memorial Morris, em Nashville, listado no Registro Nacional de Lugares Históricos.
Outra divisão da NBCUSA envolveu a questão dos direitos civis, com uma abordagem conservadora de líderes da convenção ao contrário da desobediência civil não-violenta pregada por Martin Luther King Jr. A tensão levou King e seus aliados a deixarem a convenção e formar a Progressive National Baptist Convention (Convenção Batista Nacional Progressista). Em 1965, Trudy Trimm tornou-se a primeira mulher ordenada pastora na Convenção. Em 1992, a Full Gospel Baptist Church Fellowship International, de caráter pentecostal, foi iniciada dentro da NBC, mas depois se tornou uma convenção separada.
Em 2005, participaram da convocação histórica das quatro principais convenções batistas negras: NBC, EUA, Inc.; National Baptist Convention of America; Progressive National Baptist Convention; e National Missionary Baptist Convention of America. Representando 15 milhões de afro-americanos, debateram questões como educação, assistência médica, empregos e política externa. Ao final, sua declaração conjunta se opôs à guerra no Iraque, aos vales-escola, à privatização de prisões, pediram aumento no salário mínimo e mais ajuda à África, Caribe e América Latina. Em 2015 e 2016, o presidente da NBC colaborou com a Convenção Batista do Sul na reconciliação racial.
Em 2024, a Joint National Baptist Convention tornou a reunir lideranças das quatro convenções. Nesse encontro, Dra. Gina Stewart, presidente da Lott Carey Baptist Foreign Mission Society, primeira mulher eleita para presidir uma convenção batista norte-americana, foi a primeira mulher a pregar na National Baptist Convention.
De acordo com um censo da Convenção Batista Nacional, EUA, em 2023, ela tem 21,145 igrejas e 8,415,100 membros.
A Convenção é afiliada à Aliança Batista Mundial, ao Conselho Nacional de Igrejas e ao Conselho Mundial de Igrejas.

## Organização Missionária
A Convenção tem uma organização missionária, o Conselho de Missões Estrangeiras.

## Programas sociais
Ela tem uma organização humanitária, Disaster Management.

## Estrutura e governança
A Convenção não prescreve nem exerce controle administrativo ou doutrinário sobre seus membros; esses assuntos são deixados para a atenção da igreja local. O Presidente do Conselho de Administração da Convenção Nacional é eleito na Sessão anual a cada cinco anos.
Existem aproximadamente 64 convenções estaduais, as quais são organizações autônomas, incorporadas separadamente que se juntam voluntariamente a National Baptist Convention, USA, Inc. Os presidentes das convenções estaduais ocupam automaticamente um assento no Conselho de Administração da Convenção. A Convenção abriga aproximadamente 341 Associações Distritais, os quais podem ou não ser membros de uma convenção estadual.
A Convenção se organiza em um sistema regional. Cada uma das sete regiões é chefiada por um Vice-Presidente Regional que atua no Conselho de Administração. Seis Regiões (Nordeste, Sudeste, Sudoeste, Centro-Oeste, Oeste, Extremo Oeste) abrangem estados e territórios norte-americanos, enquanto a Região Internacional abrange África (congregações e postos missionários), Bahamas, Caribe, América Central e Europa.
A National Baptist Convention, USA, Inc. teve os seguintes presidentes:
- Elias Camp Morris (1895-1922);
- L. K. Williams (1922-1940);
- David V. Jemison (1940-1953);
- Joseph H. Jackson (1953-1982);
- T. J. Jemison (1982-1994);
- Henry J. Lyons (1994-1999);
- Stewart Cleveland Cureton (1999);
- William J. Shaw (2000-2009);
- Julius R. Scruggs (2009-2014);
- Jerry Young (2014-2024).